# Поповце (Лепосавић)
Поповце је насеље у општини Лепосавић на Косову и Метохији. Површина катастарске општине Поповце где је атар насеља износи 1.284 ha. Припада месној заједници Лепосавић. Назив села је изведен од речи поп (свештеник), из чега произилази да је село у средњем веку било центар духовности на том простору. Село се налази на 4 км југозападно од Лепосавића са обе стране доњег тока Јошаничке реке, леве притоке Ибра. Куће су лоциране поред пута Лепосавић- Црнац.

## Демографија
- попис становништва 1948: 98
- попис становништва 1953: 91
- попис становништва 1961: 81
- попис становништва 1971: 88
- попис становништва 1981: 82
- попис становништва 1991: 62

У насељу 2004. године живи 72 становника и има 26 домаћинстава. Родови који живе у овом селу су : Поповић, Јовановић, Вукадиновић, Владисављевић, Радојковић, Вукојевић.